# Li Jianrou
Li Jianrou (n. 15 august 1986, Jilin⁠(d), Republica Populară Chineză) este o sportivă ce a reprezentat Republica Populară Chineză, medaliată olimpică. A participat la o ediție a Jocurilor Olimpice (2014) în care a câștigat o medalie de aur.

## Participări
Lista de mai jos prezintă principalele competiții la care a participat Li Jianrou de-a lungul carierei.
- short track speed skating at the 2014 Winter Olympics – women's 500 metres[*]